# U96
U96, grup musical creat pels productors alemanys Alex Christensen, Ingo Hauss, Helmut Hoikins i Hajo Panarinfo, arribant a ser un dels líders de vendes Eurodance.
El nom prové de la pel·lícula alemanya "Das Boot" (titulada "El submarí" a Espanya), ja que la seva primera cançó és una adaptació del tema principal de la banda sonora original de la pel·lícula composta per Klaus Doldinger. Des del primer àlbum va ser un dels màxims abanderats de la música tecno alemanya a nivell internacional.

## Membres del grup
- Helmut Hoinkins
- Alberto Ingo Hauss (a.k.a. Bela Wycombe) 
Past members :
- Alex Christensen (a.k.a. AC 16, AC Beat, Alex C.)
- Hajo Panarinfo

## Discografia

### Àlbums
- Das Boot (1992)
- Replugged (1993)
- Club Bizarre (1995)
- Heaven (1996)
- Best Of 1991 - 2001 (2000)
- Reboot (2018)
- Transhuman (2020)

### Singles
- "Das Boot" (1991)
- "I Wanna Be A Kennedy" (1992)
- "Come 2 Gether / Der Kommandant" (1992)
- "Ambient Underworld" (1992)
- "Das Boot / Kennedy Megamix" (1992)
- "Love Sees No Colour" (1993)
- "Night In Motion" (1993)
- "Inside Your Dreams" (1994)
- "Club Bizarre" (1994)
- "Love Religion" (1994)
- "Movin'" (1995)
- "Boot II" (1995)
- "Heaven" (1996)
- "A Night To Remember" (1996)
- "Venus In Chains" (1996)
- "Seven Wonders" (1997)
- "Calling The Angels (Feat. Dea-Li)" (1997)
- "In Your Mind" (1998) [Which Never Released]
- "Energie" (1998)
- "Das Boot 2001" (2000)
- "We Call It Love" (2003)

### CD-ROM
- Club Bizarre Interactive (2004)